# Svinö, Lumparland
Svinö by i Lumparlands kommun, Åland. Här finns ett färjfäste där färjor till Degerby på Föglö avgår.